# Nightdive Studios
Nightdive Studios (formal: Night Dive Studios, Inc.) ist ein amerikanisches Entwicklungsstudio für Computerspiele aus Vancouver (Washington). Das Studio ist spezialisiert auf Wiederveröffentlichung und Portierung älterer Computerspiele für moderne Computersysteme.

## Beschreibung
Nightdive Studios wurde 2012 von Stephen Kick und seiner Lebensgefährtin und späteren Ehefrau Alix Banegas gegründet. Beide hatten zuvor als Character Artists für Sony Online Entertainment gearbeitet. Initialzündung für die Gründung des Unternehmens war der Umstand, dass Kick Probleme hatte, eine alte Originalkopie des Spiels System Shock 2 auf einem modernen Computersystem zum Laufen zu bringen. Bei der Suche nach einer angepassten Neuveröffentlichung für moderne Systeme stieß er lediglich auf Berichte, die die komplexe Rechtelage für diesen alten Titel beschrieben und eine Neuveröffentlichung bis dato verhinderten. Nach der Insolvenz des Entwicklers Looking Glass Studios waren die Werkrechte an das Versicherungsunternehmen Star Insurance Company gefallen, während die Markenrechte bei Publisher Electronic Arts lagen. Kick gelang es, den Rechteinhaber zunächst von einer digitalen Wiederveröffentlichung des Spiels zu überzeugen.
Für spätere Auftragsarbeiten nutzte das Studio zunächst frei verfügbare Emulatoren wie DOSBox oder ScummVM, um seine Klassiker-Lizenzen wieder auf modernen Systemen lauffähig zu bekommen. Mit der Gewinnung des Programmierers Sam Villarreal erwarb Nightdive gleichzeitig die von ihm entwickelte KEX-Engine, die von Villarreal als Reverse Engineering der Turok-Engine entwickelt worden war, und dessen Erfahrung durch weitere Projekte wie Doom 64 EX. Durch die KEX-Engine bekam Nightdive erstmals eine Technologie an die Hand, mit der die Lizenz-Spiele nicht nur für moderne Systeme lauffähig gemacht werden konnten, sondern zusätzliche Überarbeitungen wie das Hinzufügen von Komfortfunktionen oder die Erweiterung des ursprünglichen Spiels erlaubte. Das ermöglichte die Veröffentlichung sogenannter Enhanced- und Remaster-Versionen.
Ein wichtiges Kriterium bei der Auswahl der zu veröffentlichenden Spiele stellte daher auch die Verfügbarkeit des ursprünglichen Quellcodes dar, der häufig Verweise auf entfallene Inhalte beinhaltet und gegebenenfalls auch mit Unterstützung der ursprünglichen Entwickler wiederhergestellt werden konnte. Nightdive hat sich einen guten Ruf erworben, wobei oft die jeweiligen diversen Verbesserungen sowohl im technischen Bereich als auch bei den Spielmechaniken gelobt wurden.
Neben den überarbeiteten Originalen (die sowohl für PC als auch für Konsolen erscheinen) kündigte Nightdive 2015 auch erstmals ein von Grund auf selbst entwickeltes Remake von System Shock an, nachdem das Unternehmen zuvor die vollständigen Rechte an dem Franchise erwerben konnte. Das Spiel erschien 2023 für den PC und 2024 auf Konsolen.
Im März 2023 gab Atari bekannt, die Nightdive Studios für einen Kaufpreis von insgesamt 20 Millionen US-Dollar zu übernehmen. Ataris Geschäftsführer und Eigner Wade Rosen war zuvor schon mit 13 % am Studio beteiligt.

## Veröffentlichung

### Eigenentwicklungen
| Jahr | Titel             | Entwickler              | Publisher         |
| ---- | ----------------- | ----------------------- | ----------------- |
| 2015 | Spirits of Xanadu | Good Morning, Commander | Nightdive Studios |
| 2016 | Womb Room         | Bearded Eye             | Nightdive Studios |
| 2023 | System Shock      | Nightdive Studios       | Prime Matter      |

### Remaster und Wiederveröffentlichungen
| Jahr | Titel                                     | ursprüngl. Entwickler                       | Publisher                                                      |
| ---- | ----------------------------------------- | ------------------------------------------- | -------------------------------------------------------------- |
| 2014 | Strife: Veteran Edition                   | Rogue Entertainment                         | Nightdive Studios                                              |
| 2015 | Noctropolis                               | Flashpoint Productions                      | Nightdive Studios                                              |
| 2015 | System Shock: Enhanced Edition            | LookingGlass Technologies                   | Nightdive Studios                                              |
| 2015 | Turok: Dinosaur Hunter                    | Iguana Entertainment                        | Nightdive Studios                                              |
| 2016 | I Have No Mouth, and I Must Scream        | Cyberdreams, The Dreamers Guild             | Nightdive Studios, DotEmu                                      |
| 2017 | Turok 2: Seeds of Evil                    | Iguana Entertainment                        | Nightdive Studios                                              |
| 2018 | Forsaken Remastered                       | Probe Entertainment                         | Nightdive Studios                                              |
| 2019 | Blood: Fresh Supply                       | Monolith Productions                        | Nightdive Studios, Atari                                       |
| 2020 | Doom 64                                   | Midway Studios San Diego                    | Bethesda Softworks                                             |
| 2020 | SiN Gold                                  | Ritual Entertainment                        | Nightdive Studios                                              |
| 2021 | Shadow Man Remastered                     | Acclaim Studios Teesside                    | Nightdive Studios                                              |
| 2021 | Quake                                     | id Software                                 | Bethesda Softworks                                             |
| 2022 | PowerSlave Exhumed                        | Lobotomy Software                           | Nightdive Studios, Throwback Entertainment                     |
| 2022 | Blade Runner: Enhanced Edition            | Westwood Studios                            | Nightdive Studios                                              |
| 2023 | Rise of the Triad: Ludicrous Edition      | Apogee Software                             | New Blood Interactive, Apogee Entertainment, Nightdive Studios |
| 2023 | Quake II                                  | id Software                                 | Bethesda Softworks                                             |
| 2023 | Turok 3: Shadow of Oblivion Remastered    | Iguana Entertainment                        | Nightdive Studios                                              |
| 2024 | Star Wars: Dark Forces Remaster           | LucasArts                                   | Nightdive Studios                                              |
| 2024 | Killing Time: Resurrected                 | The 3DO Company                             | Nightdive Studios                                              |
| 2024 | The Thing: Remastered                     | Computer Artworks                           | Nightdive Studios                                              |
| 2024 | Doom + Doom 2                             | id Software                                 | GT Interactive                                                 |
| 2025 | System Shock 2: 25th Anniversary Remaster | LookingGlass Technologies, Irrational Games | Nightdive Studios                                              |
| 2025 | Heretic + Hexen                           | Raven Software                              | Bethesda Softworks                                             |

### Geplante Veröffentlichungen
| Titel        | ursprüngl. Entwickler | Publisher                    |
| ------------ | --------------------- | ---------------------------- |
| SiN Reloaded | Ritual Entertainment  | Nightdive Studios, 3D Realms |